# Francisco Moreira Pacheco
Francisco Moreira Pacheco (Lagos, 1878 - Lagos, 8 de Abril de 1957), foi um político português.

## Biografia

### Nascimento
Nasceu em 1878, na Freguesia de Santa Maria, em Lagos; era filho de Francisco José Pacheco e de Teresa Moreira Pacheco.

### Carreira política
Exerceu como presidente e vice-presidente da assembleia geral do Montepio Artístico Lacobrigense, tendo, igualmente, presidido à direcção daquele organismo em 1921.
Foi presidente da comissão administrativa da Câmara Municipal de Lagos, de 29 de Julho de 1918 a 4 de Fevereiro de 1919, e de 5 de Dezembro de 1931 a Março de 1937. Desempenhou, igualmente, o cargo de presidente do Conselho Municipal de Lagos, a partir de 15 de Março de 1937.

### Família e falecimento
Casou com Carolina Guerreiro Tello Pacheco.
Faleceu em Lagos, no dia 8 de Abril de 1957.

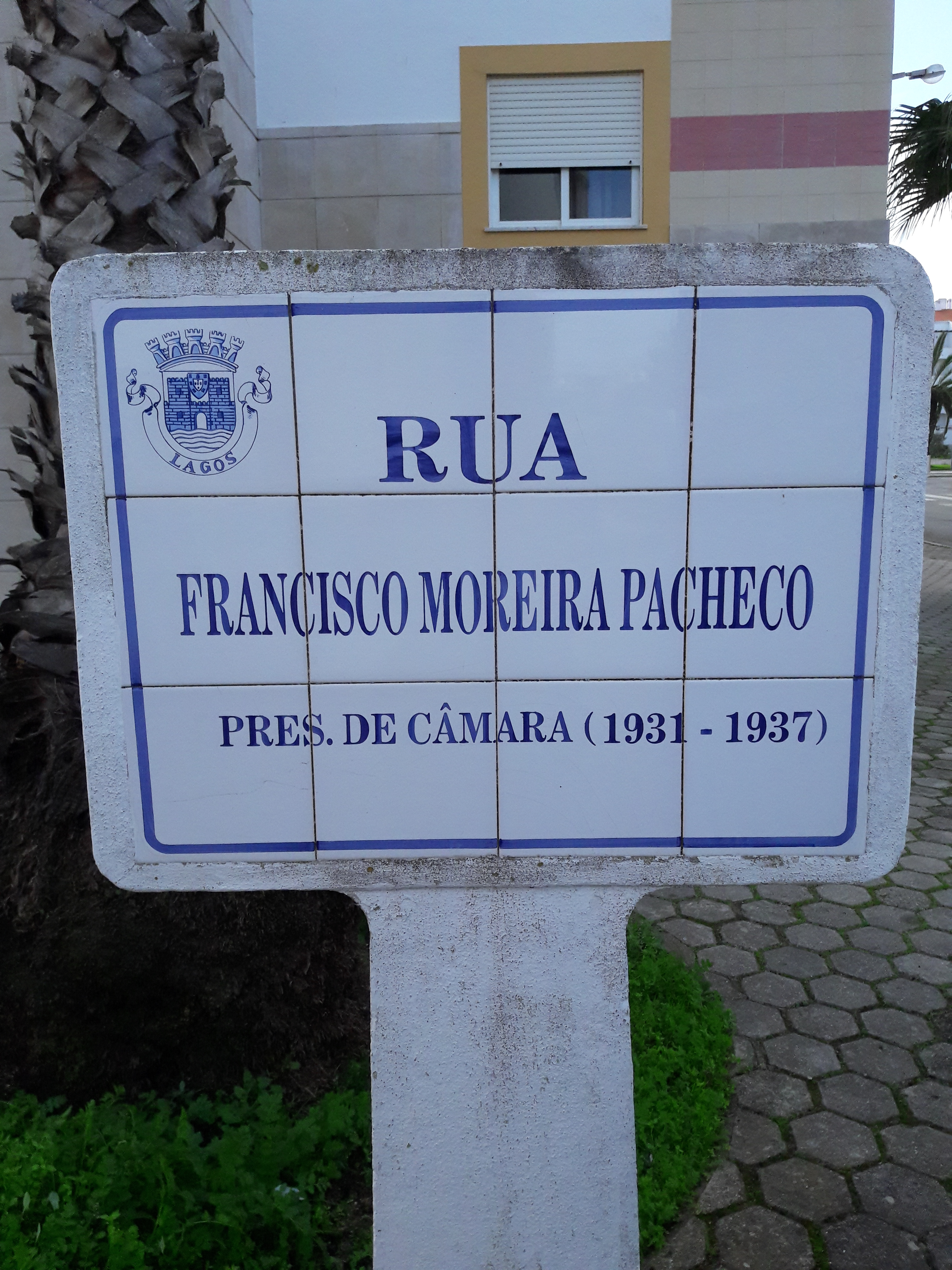
Placa toponímica da Rua Francisco Moreira Pacheco, em Lagos.

## Homenagens
Em 18 de Fevereiro de 1987, a Câmara Municipal de Lagos deu o seu nome a uma rua da Freguesia de Santa Maria, no Concelho de Lagos.